# Мирче
Мирче (пол. Mircze) — деревня в Польше, расположенная в Люблинском воеводстве, в Хрубешувском повете, в коммуне Мирче. Она расположена у провинциальной дороги № 844. В 1975—1998 годах деревня административно принадлежала Замойскому воеводству. Деревня является резиденцией властей коммуны Мирче и Мирческого Надлесничества.

## История
В ночь с 21 на 22 октября 1943 года отряд Батальонов Хлопских под командованием Станислава Басая «Рысь» сожгла часть села, убив 29 мирных украинцев, в том числе 12 женщин и 1 ребенка.

## Религиозные общины
- Римская католическая церковь
  - приход Воскресения Господня
- Свидетели Иеговы
  - собрание Мирче-Ментке (Зал Царства: Ментке)

В селе сохранились остатки православного кладбища.

## Люди, связанные с Мирчем
- Богуслав Ковальский (Bogusław Kowalski) — депутат Сейма 5-го и 6-го срока, бывший заместитель министра транспорта, председатель Народно-Национального Движения.